# Pleurobranchaea
Pleurobranchaea är ett släkte av snäckor. Pleurobranchaea ingår i familjen Pleurobranchidae.
Kladogram enligt Catalogue of Life:
| Pleurobranchaea | \| \| Pleurobranchaea bonnieae \| \| \| \| \| \| Pleurobranchaea californica \| \| \| \| \| \| Pleurobranchaea hedgpethi \| \| \| \| \| \| Pleurobranchaea inconspicua \| \| \| \| \| \| Pleurobranchaea tarda \| \| \| \| |
|                 | \| \| Pleurobranchaea bonnieae \| \| \| \| \| \| Pleurobranchaea californica \| \| \| \| \| \| Pleurobranchaea hedgpethi \| \| \| \| \| \| Pleurobranchaea inconspicua \| \| \| \| \| \| Pleurobranchaea tarda \| \| \| \| |
|                 | Bathyberthella |
|                 | |
|                 | Berthella |
|                 | |
|                 | Berthellina |
|                 | |
|                 | Gymnotoplax |
|                 | |
|                 | Pleurobranchus |
|                 | |
|                 | Pleurobranchaea bonnieae |
|                 | |
|                 | Pleurobranchaea californica |
|                 | |
|                 | Pleurobranchaea hedgpethi |
|                 | |
|                 | Pleurobranchaea inconspicua |
|                 | |
|                 | Pleurobranchaea tarda |
|                 | |

|  | Pleurobranchaea bonnieae    |
|  |                             |
|  | Pleurobranchaea californica |
|  |                             |
|  | Pleurobranchaea hedgpethi   |
|  |                             |
|  | Pleurobranchaea inconspicua |
|  |                             |
|  | Pleurobranchaea tarda       |
|  |                             |